# 後藤真希 COMPLETE BEST ALBUM 2001-2007 〜Singles & Rare Tracks〜
『後藤真希 COMPLETE BEST ALBUM 2001-2007 〜Singles & Rare Tracks〜』（ごとうまき コンプリート ベスト アルバム 2001-2007 シングルス アンド レアトラックス）は、後藤真希2枚目のベスト・アルバム。

## 概要
後藤真希がアップフロントエージェンシー（現：アップフロントプロモーション）に在籍時、アップフロントワークスよりリリースしていたシングル曲を収録したDISC1、後藤が参加したユニットの曲のソロバージョンや、日本では未発表となっていたシングル曲の韓国語バージョン、初収録となるライブ・アレンジの曲を収録したDISC2の2枚組から構成されるベスト・アルバム。後藤真希のアルバム初の2枚組CD。
5thシングル「サン・トワ・マミー/君といつまでも」は、ベスト・アルバムの前作『後藤真希プレミアムベスト①』同様、本作にも収録されていない。

## 収録曲

### DISC1
1. 愛のバカやろう
  - 1stシングル。
2. 溢れちゃう...BE IN LOVE
  - 2ndシングル。
3. 手を握って歩きたい
  - 3rdシングル。
4. やる気! IT'S EASY
  - 4thシングル。
5. うわさのSEXY GUY
  - 6thシングル。
6. スクランブル
  - 7thシングル。
7. 抱いてよ! PLEASE GO ON
  - 8thシングル。
8. 原色GAL 派手に行くべ!
  - 9thシングル。
9. サヨナラのLOVE SONG
  - 10thシングル。
10. 横浜蜃気楼
  - 11thシングル。
11. さよなら「友達にはなりたくないの」
  - 12thシングル。
12. スッピンと涙。
  - 13thシングル。
13. 今にきっと…In My LIFE
  - 14thシングル。アルバム初収録。
14. ガラスのパンプス
  - 15thシングル。
15. SOME BOYS! TOUCH
  - 16thシングル。
16. シークレット
  - 17thシングル。

### DISC2
1. I WISH(ソロテイクVer.)
  - 初収録。モーニング娘。がシングル収録時、各メンバーがソロテイクを歌い、そこからパート割を作っていた時の音源。
2. SHALL WE LOVE?(後藤Version)
  - 1stアルバム「マッキングGOLD①」収録曲。
3. 赤い日記帳(後藤Version)
  - 1stアルバム「マッキングGOLD①」収録曲。
4. 幸せですか?(後藤Version)
  - 2ndアルバム「②ペイント イット ゴールド」収録曲。
5. 渡良瀬橋(後藤Version)
  - 3rdアルバム「3rdステーション」収録曲。
6. 涙の星(アロハロ!バージョン)
  - 限定CD「Maki Goto 2005 Special Edition for Hawaii」収録曲。
7. 好きすぎて バカみたい(後藤Version)
  - 1stベスト・アルバム「後藤真希プレミアムベスト①」収録曲。
8. 抱いてよ! PLEASE GO ON(Korean Ver.)
  - 1stベスト・アルバム「後藤真希プレミアムベスト①」（韓国限定発売盤）収録曲。
9. スッピンと涙。(Korean Ver.)
  - 1stベスト・アルバム「後藤真希プレミアムベスト①」（韓国限定発売盤）収録曲。
10. 僕らが生きる MY ASIA(ソロテイクVer.)
  - 初収録。
11. LIKE A GAME(2006 SECRET LIVE Ver.)
  - 初収録。オリジナルは2ndシングル「溢れちゃう...BE IN LOVE」C/W。
12. LOVE。BELIEVE IT!(2007 G-EmotionII Ver.)
  - 初収録。オリジナルは2ndアルバム「②ペイント イット ゴールド」収録曲。
13. LOVE LIKE CRAZY(2007 G-EmotionII Ver.)
  - 初収録。オリジナルは後浦なつみのシングル「恋愛戦隊シツレンジャー」C/W。